# Ivan Tominec
Ivan Tominec, slovenski jezikoslovec, leksikograf in prevajalec, * 25. december 1890, Lome, † 15. oktober 1965, Ljubljana.

## Življenje in delo
Ivan Tominec se je rodil 25. decembra 1890 v Lomeh pri Črnem Vrhu nad Idrijo. Starši so bili kmetje: oče Jakob, mati pa Marija (rojena Žigon). V osnovno šolo je hodil v domači vasi ter v Idriji. Leta 1911 je maturiral na II. državni gimnaziji v Ljubljani. Med letoma 1912 in 1918 je študiral na Filozofski fakulteti v Gradcu. V tem času je opravljal tudi vojaško obveznost. Leta 1920 pa je v Ljubljani diplomiral iz slovenščine in nemščine. 
Njegova profesorska pot se je začela v šolskem letu 1918/1919. Tega leta je poučeval na dvorazredni trgovski šoli v Trstu. Zatem je bil, v šolskem letu 1919/1920, suplent na državni višji realki v Ljubljani. Od 1920 pa vse do 1947 je bil profesor na Tehniški srednji šoli (TSŠ) v Ljubljani. Leta 1941 je bil na tej šoli tudi med organizatorji OF.
Leta 1942 se je pridružil narodnoosvobodilnemu boju (partizanom). Kasneje tega leta je bil ujet in obsojen na dosmrtno ječo, vendar je bil po kapitulaciji Italije leta 1943 izpuščen.
Po upokojitvi, leta 1947, je bil kulturni novinar in prevajalec na RTV Ljubljana do leta 1957. Od 1957 do 1959 je bil honorarni delavec, od 1959 do 1965 pa je bil višji znanstveni sodelavec in znanstveni svetnik na Inštitutu za slovenski jezik SAZU. Med letoma 1962 in 1965 je bil vršilec dolžnosti načelnika leksikološke sekcije na inštitutu in sodelavec glavnega uredniškega odbora SSKJ.
Že kot dijak se je zanimal za domače narečje. Leta 1913 je v seminarski nalogi raziskoval glasoslovje črnovrškega narečja, kasneje je raziskovanje razširil še na oblikoslovje in besedišče. Njegova kratka monografija in slovar z naslovom Črnovrški dialekt, ki je izšla leta 1964, velja za prvo pomembno takšno delo v slovenski dialektologiji.
S pisanjem jezikovnih člankov, poročil, ocen in portretov raznih osebnosti je sodeloval pri različnih radijskih postajah. Uspešno je posegal v terminologijo, zlasti botanično in tehnično. Od leta 1960 do 1968 je sodeloval pri Slovenskem elektrotehničnem slovarju. Veliko je tudi lektoriral, zlasti strokovne knjige za šole. Ukvarjal se je tudi s prevajanjem, predvsem iz francoščine in ruščine.
Umrl je 15. oktobra 1965.

## Nagrade in priznanja
Leta 1951 je bil odlikovan z redom zaslug za narod III. stopnje.

## Pomembnejša knjižna dela in članki
- Predmet, odvisen od nedoločnika. Jezik in slovstvo, letnik 5, številka 8, str. 255-256.
- Dvomiti, prepričan biti v kaj. Jezik in slovstvo, letnik 5, številka 4, str. 128.
- Približajmo knjižni jezik ljudskemu. Jezik in slovstvo, letnik 3, številka 8, str. 346-354.
- Svinja in svinina. Jezik in slovstvo, letnik 4, številka 7.
- Ivan Tominec. Črnovrški dialekt: kratka monografija in slovar. SAZU. Ljubljana, 1964.